# شو آبي
شو آبي مواليد 7 يونيو 1984 في أوساكا، اليابان، هو لاعب كرة قدم ياباني سابق كان يلعب كلاعب وسط.

## مرحلة الشباب

### أندية لعب لها
- طوكيو فيردي

## المسيرة الاحترافية

### أندية لعب لها
- كاشيوا ريسول
- أفيسبا فوكوكا
- أفيسبا فوكوكا

## روابط خارجية
- شو آبي على موقع رابطة كرة القدم اليابانية للمحترفين (اليابانية)
- شو آبي على موقع قاعدة بيانات كرة القدم.إي يو (الإنجليزية)
- شو آبي على موقع Soccerway.com (الإنجليزية)
- شو آبي على موقع عالم كرة القدم.نت (الإنجليزية)